# 가난뱅이 신이!
가난뱅이 신이!(일본어: 貧乏神が! びんぼうがみが![*])는 일본의 만화. 스케노 요시아키의 데뷔작이다. 복에 겨워 살아오던 부잣집 엄친딸 아가씨가 가난뱅이 신과 만나서 투닥거리면서, 타인에게도 마음을 열어가며 내면적으로 성장한다는 이야기. 주인공은 사쿠라 이치코(桜 市子).
2008년 슈에이샤 발행의 월간 만화 잡지 점프 스퀘어에 처음으로 연재되었으며, 일본에서는 2013년 9월 16권으로 완결. 국내에서는 학산문화사에서 발매하기 시작해서, 그리고 2014년 7월에 완결편인 16권까지 정발되었다. 번역가는 박시우.